# Assedio di Inverness (1746)
L'assedio di Inverness (conosciuto anche come assedio di Fort George) ebbe luogo il 21 febbraio 1746 durante la seconda insurrezione giacobita del 1745.

## Antefatto
All'inizio di febbraio 1746 John Campbell, IV conte di Loudoun, sostenitore dei governativi, aveva quasi 2000 uomini sotto i suoi comandi, per lo più provenienti dalle Independent Highland Companies. Aspettò a Inverness i giacobiti del principe Carlo Edoardo Stuart, anche se tuttavia gli fu ordinato da Duncan Forbes Lord Culloden di lasciare Inverness in considerazione delle dimensioni superiori dell'esercito giacobita. Le Independent Companies furono quindi trasportate sul Cromarty Firth, poi sul Dornoch Firth e nel Sutherland senza perdite. La ritirata di Loudoun aveva lasciato lui e la sua forza a 28 miglia di distanza dall'Old Fort George di Inverness, che ora era arenato oltre ogni possibile speranza di soccorso in mezzo alla forza giacobita di 3000 uomini.

## L'assedio
L'Old Fort George aveva linee di difesa alquanto anguste, con la torre originale ancora in piedi all'interno del bastione più recente. Il governatore del forte, il maggiore George Grant, aveva a sua disposizione due Independent Highland Companies, quelle del Laird of Grant e del Master of Ross, nonché una ottantina di truppe regolari del 6º reggimento di Guise che era considerate come quelle con "gli uomini migliori". 
James Drummond, III duca di Perth assunse il comando generale della parte giacobita, con grande disappunto di Sir John O'Sullivan che credeva che lui ed il marchese d'Eguilles se la cavassero perfettamente da soli. O'Sullivan effettuò la sua ricognizione la mattina del 19 febbraio e vide che le difese a doppio strato del forte erano troppo complicate per il successo dei giacobiti anche contro l'unico cannone a disposizione degli avversari. Tuttavia O'Sullivan notò che le fondamenta erano instabili e rendevano il bastione di fronte al ponte vulnerabile alle attività minerarie. Quella sera O'Sullivan e il colonnello James Grant misero i loro uomini al lavoro per aprire la miniera. Durante la notte costruirono una postazione sulla Bara Hill e la mattina del 20 febbraio aprirono il fuoco con il loro cannone. 
I difensori del forte furono impotenti a fermare il progresso dell'estrazione mineraria; le loro bombe a mano avevano scarso effetto e non potevano abbassare abbastanza le canne dei loro cannoni da portarli a colpire i loro nemici. Il maggiore George Grant, a ragione, temeva che il bastione venisse fatto saltare in aria sotto di lui, e quindi si arrese il 21 febbraio 1746.

## Conseguenze
Quando la notizia della resa raggiunse il Lord Justice Clerk a Edimburgo, si lamentò che Grant avrebbe potuto tenere a bada i giacobiti per qualche altro giorno, e il duca di Cumberland esclamò che "non era in grado di spiegare come, o in che modo è così, ma è una cosa sciocca". I giacobiti saccheggiarono le ampie provviste dall'interno del forte e il principe Carlo Edoardo Stuart ordinò che le cortine fossero rase al suolo e i bastione fatti saltare, in modo che il forte non fosse di alcune utilità se fosse tornato nelle mani del governo. Ciò tuttavia costò la vita a uno sei suoi sergenti francesi che stava ispezionando una carica di demolizione che aveva bloccato il fuoco. Le due Independent Highland Companies che erano state catturate furono in seguito riformate dopo la battaglia di Culloden e svolsero un utile servizio per il governo. 